# Gornje Zuniče
Gornje Zuniče (izvirno srbsko Горње Зуниче) je naselje v Srbiji, ki upravno spada pod Občino Knjaževac; slednja pa je del Zaječarskega upravnega okraja.

## Demografija
V naselju živi 404 polnoletnih prebivalcev, pri čemer je njihova povprečna starost 48,6 let (46,3 pri moških in 50,6 pri ženskah). Naselje ima 156 gospodinjstev, pri čemer je povprečno število članov na gospodinjstvo 3,04.
To naselje je, glede na rezultate popisa iz leta 2002, večinoma srbsko, a v času zadnjih treh popisov je opazno zmanjšanje števila prebivalcev.
|  |

| Demografija | Demografija     | Demografija     |
| Leto        | Št. prebivalcev | Št. prebivalcev |
| ----------- | --------------- | --------------- |
|             |                 |                 |
|             |                 |                 |
|             |                 |                 |
|             |                 |                 |
| 1948        | 511             |                 |
| 1953        | 528             |                 |
| 1961        | 544             |                 |
| 1971        | 562             |                 |
| 1981        | 606             |                 |
| 1991        | 526             | 522             |
| 2002        | 498             | 475             |
|             |                 |                 |

| Etnična sestava po popisu iz leta 2002 | Etnična sestava po popisu iz leta 2002 | Etnična sestava po popisu iz leta 2002 | Etnična sestava po popisu iz leta 2002 | Etnična sestava po popisu iz leta 2002 |
| -------------------------------------- | -------------------------------------- | -------------------------------------- | -------------------------------------- | -------------------------------------- |
| Srbi                                   | Srbi                                   |                                        | 472                                    | 99,36%                                 |
| Hrvati                                 | Hrvati                                 |                                        | 1                                      | 0,21%                                  |
| Bolgari                                | Bolgari                                |                                        | 1                                      | 0,21%                                  |
| Neznano                                | Neznano                                |                                        | 1                                      | 0,21%                                  |